# Charles Wéry
Pour les articles homonymes, voir Wéry.
 Charles Wéry , né le 2 octobre 1831 à Sedan et mort le 1er août 1900 à Reims est un Artiste graveur-ciselleur français qui a exercé son art à Reims.

## Biographie
Charles Wéry est né le 2 octobre 1831 à Sedan.
Il est le fils de ? Wéry et de ? Gaunier.
Charles Wéry épouse Jeanne Marie Mennesson. Son fils Émile Auguste Wéry est un artiste peintre.
Il est décédé le 01 août 1900 à Reims et est inhumé dans le canton 9 du Cimetière du Nord de Reims.

## Œuvres

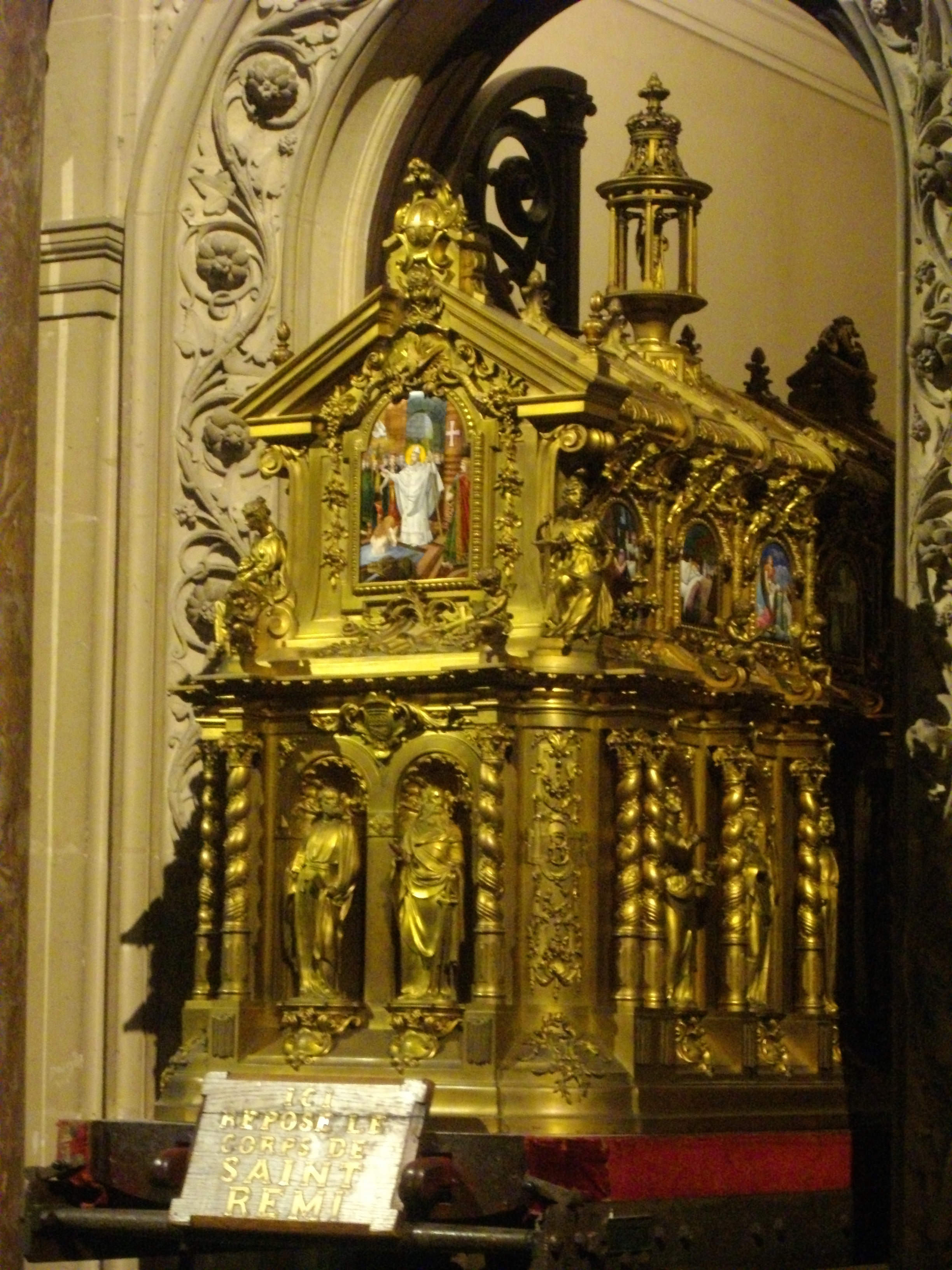
Châsse de saint Remi.

- Châsse de saint Remi[3].